# Emotiv Systems
Emotiv Systems — австралийская компания разрабатывающая электронику нейрокомпьютерных интерфейсов на основе электроэнцефалографии (ЭЭГ). Emotiv Systems основали в 2003 году четыре учёных и руководителя: невролог профессор Аллан Снайдер, разработчик чипов Нейл Уэст, предприниматель в сфере технологий Тан Ли (Университет Монаша) и Нам До. Главным инженером является Джеффри Маккеллар.
EPOC (англ. Emotiv System's products are the Emotiv) — их игровое периферийное устройство, продаваемое на официальном сайте по цене US$ 299.

## Emotiv EPOC

У Emotiv Systems только один текущий продукт Emotiv EPOC — периферическое устройство для игр на Windows ПК. Emotiv Systems заявляет, что гарнитура позволит контролировать и воздействовать на игры мыслями и выражением лица игрока. Она соединяется с компьютером по беспроводной технологии, и в будущем может работать на других платформах, таких как консоли. Epoc был разработан Emotiv Systems совместно с «Sydney based Industrial Design consultancy 4design».

### Получение информации
EPOC имеет 14 электродов (по сравнению с 19 электродами стандартного медицинского ЭЭГ и 3 в OCZ NIA). Сами электроды являются пассивными — улавливают сигнал и передают его дальше, крепятся на поверхности кожи (непогружной интерфейс) и требуют смачивания специальной жидкостью для лучшего контакта (мокрый интерфейс). Также имеет двухосный гироскоп для измерения вращения головы.
Гарнитуру сначала нужно «обучить» распознавать какая мысль должна соответствовать определённому действию. Прибор может измерять четыре вида данных, но некоторые пользователи говорят, что главным образом снимаются данные с выражения лица:
- Понимание мысли (Cognitiv Suite): воображается 12 видов движения — 6 направлений (влево, вправо, вверх, вниз, вперёд и «зум») и 6 поворотов (вращение по и против часовой стрелки, поворот налево и направо, наклон вперёд и назад) — плюс ещё одна визуализация «исчезновение», которую обнаруживают в Мю-ритме. Идеомоторные реакции или более сильные сторонние токи ЭЭГ — эти «мысленные» команды фактически становятся «горячими клавишами». Видео «The Game» от сотрудников Emotiv показывают высокую степень трудности в адаптации и правильном мышлении даже у опытных пользователей. Из-за сложных алгоритмов обнаружения вызовов, есть небольшое отставание в выявлении мысли.[11]
- Эмоции (Affectiv Suite): «Возбуждение», «Увлечение/Скука», «Задумчивость», и «Разочарование» сейчас можно измерить. Emotiv признает, что эти названия могут отражать не именно те эмоции, которые используются, и говорят, что могут уточнить названия, перед выходом на рынок.
- Выражение лица (Expressiv Suite): Индивидуальные позиции век и бровей, положение глаз в горизонтальной плоскости, улыбки, смех, стиснутость зубов и ухмылки. Другие выражения могут быть добавлены до выпуска. Выражения обнаруживаются датчиками ЭЭГ собирающими сигналы мышц лица, а не путём чтения мозговых волн. В отличие от считывания психической активности, обнаружить изменения таким образом можно очень быстро (10 мс)[12] придавая решающее преимущество и делая их подходящими для быстрых темпов игры в жанре FPS.
- Вращение головой: угловую скорость головы можно измерить с помощью рыскания и тангажа (но не крена). Это регистрируется гироскопами, и не связано с особенностями ЭЭГ.

Для совместимости с не-совместимым программным обеспечением будет доступна EmoKey для того, чтобы привязать команды клавиш или их комбинации, преобразуя устройство в HID.

### Потенциал для исследований
EPOC можно использовать, для получения данных ЭЭГ (необработанных raw измерений), с Python Emokit без необходимости приобретения проприетарного программного обеспечения EPOC.
В России с 2009 года действует проект NeuroG, использующий Emotiv EPOC для распознавания воображаемых образов.

### Программное обеспечение
Emotiv EPOC будет поставляться с игрой «Spirit Mountain» от Demiurge Studios, построенной на движке Unreal. Видео из игры показывали на конференциях и в интервью со средствами массовой информации. Игра предполагает, что пользователь от первого лица будет ходить по виртуальной среде, занимаясь различной деятельностью в разных местах. Цвет неба меняется в зависимости от настроения игрока. Продемонстрированная деятельность в игре включала подталкивание и вращение гигантских каменных структур в форме каменных Хенджей; левитация большого камня и более мелких; ремонт моста; изгиб дерева, и отпугивание светящиеся духов страшным выражением лица.
EPOC включает в себя «EmoKey» — программное обеспечение, используемое для эмуляции нажатия клавиш на основе сочетания мысли, чувства и выражения лица. Эмуляция мыши построена на основе гироскопов. Это программное обеспечение позволяет управлять через гарнитуру большинством существующих игр, программами мгновенного обмена сообщениями и другим по.
Также планируется веб-сайт известный как «Emortal», предназначенный для прослушивания музыки, просмотра фотографий и других видов деятельности, изменяемый исходя их того, что пользователь мыслит и чувствует.
Другой продукт — панель управления «Emotiv», появляющийся во многих видео, который позволяет пользователям тренировать различные мысли, такие как «толчок» и «исчезнуть», и проверять их на кубе. Он также позволяет пользователю просматривать его эмоциональное состояние, такое как «возбуждение», на графике. Программа имеет 2D синий аватар, который позволяет пользователю просматривать свои выражения лица, и настраивать чувствительность.
Бесплатный SDK (называемый SDK Lite) доступен для загрузки на веб-сайте Emotiv. Он включает в себя программное обеспечение эмуляции Emotiv EPO для разработчиков, которые не имеют гарнитуры.
Emokit — открытый исходный код библиотеки Python для считывания данных датчиков из EPOC от Cody Brocious. Был написан путём обратной разработки зашифрованного протокола.

## Маркетинг
На Game Developers Conference 2008 в Сан-Франциско гарнитура Emotiv была в числе новых устройств ввода для видеоигр. Демо игрой была головоломка, в которой игрок восстанавливает Стоунхендж.
В июле 2010 года, Тан Ли представила демо-гарнитуру на конференции TED.

## Конкуренты
Область потребительских BCI имеет три основных игрока: NeuroSky, Emotiv, и OCZ. Emotiv EPOC имеет значительно больше электродов, чем её конкуренты и незначительно дороже.

### Статьи
- Brain control headset for gamers, By Darren Waters, 20 February 2008, BBC News
- Reality Bites — Emotiv — Mind Reading Device, By David H. Freedman, Dec 1, 2008, Inc. Magazine profile
- Mind control: How a £200 headset is redefining brain-computing interaction, by Neal Pollack, 29 November 2010, Wired UK
- Emotiv EPOC EEG Headset Hacked
- Обзор мозгокомпьютерного интерфейса Emotiv Epoc